# Myrmecridium schulzeri
Myrmecridium schulzeri är en svampart. Myrmecridium schulzeri ingår i släktet Myrmecridium, klassen Sordariomycetes, divisionen sporsäcksvampar och riket svampar.
Arten är uppkallad efter Stephan Schulzer von Müggenburg.

## Underarter
Arten delas in i följande underarter:
- schulzeri
- tritici